# Spritsmuggling på Östersjön
Östersjön benämndes ofta som "The Vodka Sea" under tidigt 1900-tal, vilket hänförde sig till den omfattande spritsmuggling som pågick under denna tid. Under 1920-talet och på 1930-talet beslagtog polisen hundratusentals liter sprit som skeppades från Tyskland över Östersjön till Sverige, men stora mängder smugglades obemärkt förbi. Spritsmugglingen var en följd av den depression som Europa befann sig i kombinerat med den skärpta spritpolitiken.

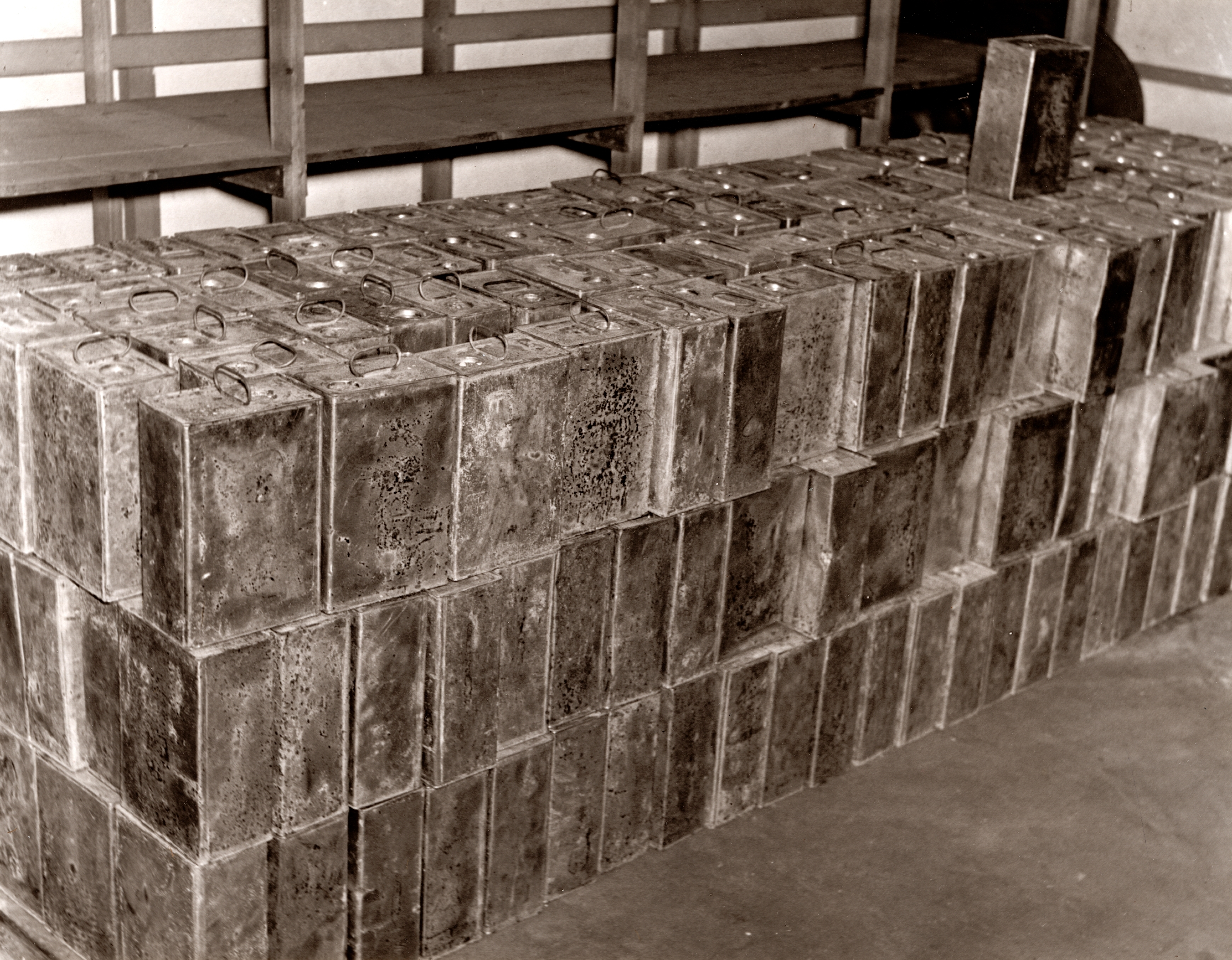
Beslagtagen sprit från Torö i Stockholms skärgård år 1939.

## Bakgrund
Det rådde stor debatt kring den växande alkoholkonsumtionen i Sverige under tidigt 1900-tal. Länder som Norge, Danmark och USA hade redan stiftat lagar som innebar totalt alkoholförbud och många svenska nykterhetsrörelser verkade för att det även skulle införas en sådan i Sverige. Detta kom att lägga grunden för en omröstning om huruvida totalt spritförbud skulle gälla i Sverige och år 1922 genomfördes folkomröstningen om rusdrycksförbud. Förslaget röstades ned och det blev inte något totalförbud men däremot antogs en restriktiv hållning gentemot alkoholförsäljning vilket innebar förbud mot vissa typer av alkoholhaltiga drycker som t.ex. sprit och starköl.
År 1917 hade det dessutom stiftats en lag som innebar att den svenska befolkningen behövde ansöka om tillstånd för att få köpa alkohol. Tillstånden baserades på faktorer som inkomst och ålder, vilket innebar att många arbetslösa inte fick köpa alkohol.
Vidare befann sig Europa i ruiner till följd av första världskriget och framför allt Tyskland var präglat av en svår ekonomisk situation. Med den osäkerhet som rådde sökte sig många tyskar därför till den svarta marknaden för möjlighet till handel med ekonomisk vinning, detta var startskottet för bland annat den illegala spritsmugglingen.

## Smugglingen
Smugglingen bestod av flera steg innan den nådde den slutliga konsumenten. Först tillverkades spriten i Centraleuropa dit tyska smugglare tog sig för att köpa upp spritpartier som de sedan transporterade över Östersjön i stora lastfartyg. Därefter mötte mindre och snabbare smugglingsbåtar upp fartygen ute till havs och tog över lasten. Lasten transporterades till fastlandet eller till öar där den togs emot och gömdes undan. Ett vanligt stopp var Stockholms skärgård där spriten förvarades i lagerutrymmen, för att fiskare enkelt skulle kunna hämta den utan att väcka misstanke och föra med sig den in till land. Sedan hämtade bilar upp spriten och transporterade den vidare till grossister som var den sista aktören innan drycken nådde slutkonsumenten. Priset per liter skiljde sig markant mellan de olika aktörerna i smugglingsledet, priset som det till slut såldes för kunde vara upp emot 20 gånger högre än inköpspriset. De som tjänade mest på smugglingen var de tyska spritexportörerna.
Logistiken och administrationen av spritsmugglingen hanterades oerhört professionellt så som det har beskrivits av flera skribenter i kvällstidningarna samt av utredande poliser i ett flertal polisrapporter.
Det är svårt att veta exakt hur många liter sprit som smugglades under denna period men enligt tullstyrelsens rapporter skeppades 8,5 miljoner liter sprit från den polska staden Danzig (idag Gdańsk) år 1930. Danzig var en av flera hamnstäder som den store spritexportören Jürgen Hansen exporterade sprit ifrån. Detta visar vilken enorm mängd sprit som smugglades över Östersjön under denna period.
Polisen hade svårt att ta fast smugglarna långt in på 1920-talet, detta mycket på grund av smugglarnas moderna kommunikationsredskap, vilka visade sig vara väldigt effektiva i jämförelse med vad myndigheterna hade att tillgå. Smugglarna använde sig av hemliga radiokanaler för att kommunicera ut information till smugglingsnätverket men även för att ta in nödvändig information. Smugglarna kunde lyssna av tullverkets telefoner och andra kommunikationsverktyg vilket gjorde att tullverket senare fick använda sig av kodspråk. Dessutom rörde de sig näst intill ljudlöst och utan ljus i mörkret, bland annat genom att måla spritdunkarna svarta. Detta försvårade polisens arbete ytterligare.
Det internationella smugglingsnätverket bestod av aktörer från Tyskland, Danmark och Sverige där samtliga hade sin unika roll i handeln. Det bestod av tre kluster, ett från varje land, som tillsammans utgjorde smugglingsnätverket. 

### Nyckelpersoner i smugglingsnätverket

#### Jürgen Hansen (exportören)
Jürgen Hansen föddes under den senare delen av 1800-talet i Kiel, Tyskland. Han var en före detta sjökapten som hade erfarenhet av Östersjön och Nordsjön efter en längre tjänstgöring i den tyska marinen under första världskriget. Han var spritexportör och den som också tjänade de allra största summorna på sprithandeln. Han anlitade sjömän som kunde frakta spriten från de tyska hamnarna till Sverige. Han själv hade ingen kontakt med dem som tog emot spriten i Sverige, hans mellanhand Niels Gaarden Jensen skötte i stort sett all kontakt med de svenska importörerna.

#### Niels Gaarden Jensen (spritmäklaren)
Niels Gaarden Jensen föddes den 7 januari 1893 på Nordjylland, Danmark. Han flyttade tidigt från Danmark till Tyskland för att smuggla sprit. Han hade en kriminell bakgrund och satt fängslad under perioder men återvände alltid till spritsmugglingen så fort han kom ut från fängelset. Han jobbade i nära kontakt med sina kollegor Jürgen Hansen och Magnus Nilsson. Han agerade spritmäklare i smugglarkedjan och medlade i många lägen i relationen mellan Jürgen Hansen och Magnus Nilsson. Hans syfte var att sammanföra skandinaviska spritimportörer med de tyska spritexportörerna. Han kan ses som spindeln i nätet då han hade kontakt med i stort sett alla aktörer i smugglingskedjan.

#### Magnus Nilsson (importören)
Magnus Nilsson föddes den 21 april 1885 i Malmö, Sverige. Hans roll i nätverket var att bedriva importen av sprit, han tog emot lasten från Gaarden Jensen och fraktade den via land. Han var den sista länken i ledet innan grossisten tog emot och sålde till slutkonsumenter. Mycket av den sprit som importerades såldes i Malmö och till en början stod Nilsson själv för hanteringen, men när omfattningen av hans verksamhet steg kraftigt anlitade han personer som jobbade åt honom istället. Nilsson hade till slut ett eget stort smugglingsnätverk i Malmö.

## Åtgärder för att minska spritsmugglingen
Nya lagar stiftades år 1924 gällande de juridiska påföljderna för illegal sprithandel, detta till följd av att de svenska myndigheterna bevittnat en kraftig ökning av spritsmugglingen. Från att ha inneburit böter kunde smuggling nu istället innebära fängelsestraff.
Det inrättades även en så kallad speciell spritpolis vars syfte var att förhindra vidare smuggling, under ett decennium kartlade de huvudpersonerna som verkade inom smugglingen och alla i deras närhet.
Kusten bevakades av dåtidens kustbevakning, så kallad utsjöbevakningen. Deras transportmedel bestod av valfångare och bogserbåtar, något som visades vara ineffektivt på grund av att de var långsamma. År 1926 började de istället att använda sig av ångfartyg vilket direkt visade på ett positivt resultat genom en minskad smugglingstrafik. De hade då möjlighet att färdas snabbare och kunde då mäta sig med de små och snabba smugglingsbåtarna. Dessutom använde båtarna strålkastare och den moderna glödlampan för att försöka trotsa mörkret som smugglarna utnyttjade för att vara osynliga. Även flygplan utnyttjades i jakten på smugglarna och visade ett positiv resultat i det förebyggande arbetet.
I syfte att förhindra mutor inom tullverksamheten, något som varit vanligt förekommande, infördes ett belöningssystem där tulltjänstemännen fick andelar av värdet på den sprit eller de fordon som de beslagtog från smugglarna. Även detta gav positivt resultat eftersom det skapade en stark arbetsmoral bland tulltjänstemännen.
Till följd av ett framgångsrikt arbete från myndigheternas sida avtog således smugglingstrafiken under slutet av 1930-talet och var sedan i stort sett obefintlig under 1940-talet.

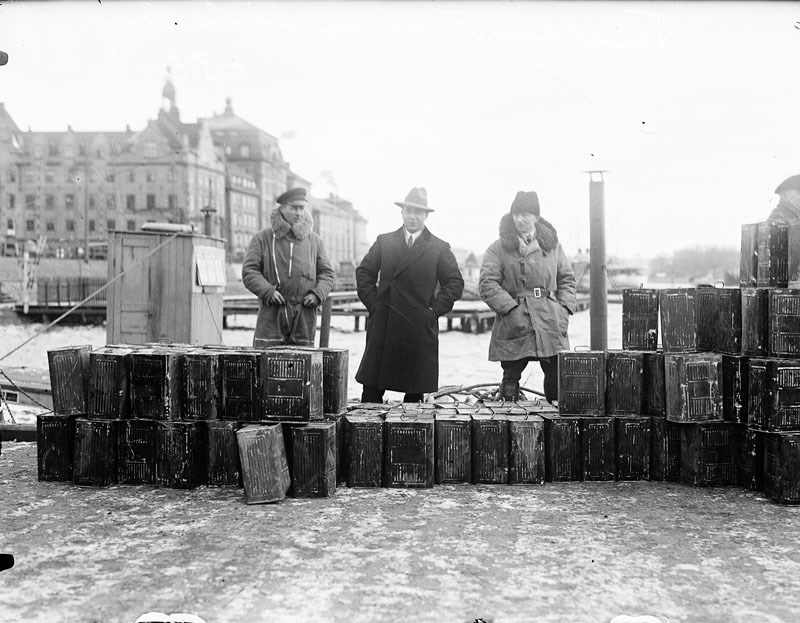
Polis poserar bredvid sprit som beslagtogs vid Sundskär år 1930.